# Oetwil am See
Oetwil am See is een gemeente en plaats in het Zwitserse kanton Zürich, en maakt deel uit van het district Meilen. Oetwil am See telt 4334 inwoners.
Kunstschilderes Helen Dahm (1878-1968) was een ereburger van Oetwil am See.

## Geboren
- Werner Kaegi (1901-1979), geschiedkundige

## Overleden
- Dorothea Boller (1811-1895), sekteleidster